# Arenaria saponarioides
Arenaria saponarioides là loài thực vật có hoa thuộc họ Cẩm chướng. Loài này được Boiss. & Balansa mô tả khoa học đầu tiên năm 1859.